# Les Sept Péchés capitaux (film, 1992)
Pour les articles homonymes, voir Les Sept Péchés capitaux.
Pour plus de détails, voir Fiche technique et Distribution.
Les Sept Péchés capitaux est un film à sketches belgo-luxembourgeois réalisé par Beatriz Flores Silva, Frédéric Fonteyne, Yvan Le Moine, Geneviève Mersch, Pierre-Paul Renders, Olivier Smolders et Pascal Zabus, sorti en 1992.
C'est l'un des derniers films où apparaît Robert Mitchum, habitué des grosses productions, qui a pourtant accepté d'y figurer bien qu'il se soit agi d'un film à petit budget et réalisé par des auteurs qui débutaient.

## Synopsis
Maurice meurt et monte au ciel, où Dieu lui demande des nouvelles de la Terre. Il semble que tout ne tourne pas rond et que les vertus et les péchés ne soient pas ce qu'ils étaient.

## Fiche technique
- Titre : Les Sept Péchés capitaux
- Réalisation : Beatriz Flores Silva, Frédéric Fonteyne, Yvan Le Moine, Geneviève Mersch, Pierre-Paul Renders, Olivier Smolders et Pascal Zabus
- Scénario : Inconnu
- Production : Beatriz Flores Silva, Frédéric Fonteyne, Bruno Krellstein, Yvan Le Moine, Jacqueline Pierreux, Alexandre Pletser, Olivier Rausin, Pierre-Paul Renders, Jani Thiltges et Pascal Zabus
- Musique : S.C. Dame Blanche et Frédéric Vercheval
- Photographie : Yves Cape, Christian Dauphin, Benoît Debie, Denis Dufays, Francisco Gózon, Virginie Saint-Martin, Stijn Van der Veken et Bernard Verstraete
- Montage : Philippe Blasband, Philippe Bourgueil, Anne Christophe, Marie-Hélène Dozo, France Duez et Chantal Hymans
- Direction artistique : Alain Chennaux, Francis Decrue, Anne Fournier, Philippe Graff, Pascal Jacqmin, Véronique Melery et Perrine Rulens
- Pays d'origine : Belgique, Luxembourg
- Format : Couleurs - 1,85:1 - Dolby Digital - 35 mm
- Genre : Comédie
- Durée : 112 minutes
- Date de sortie : 1992 (Belgique)

## Distribution
- Marie-Christine Bayens : La Pauvre
- Séverine Bouffoulx : Ange
- Séverine Danze : Ange #2
- Olivier Dirksen : Jésus
- Nathalie Fritz : Gabrielle
- Ania Guedroitz : La Riche
- Charles Haroux : Tintin
- Renaud Leclercq : Jonathan
- Philippe Martin : Le Pauvre
- Robert Mitchum[1] : Dieu
- Calypso Molho : L'Angelot
- Michel Peyrelon : Le Riche
- Urbanus : Le Bouffon
- Kim Van Acoleyen : Martine
- Maurice Van Hamel : Maurice
- Pascaline Crêvecoeur : L'Enfant dans "Le Courage"
- Lotfi Yahya Jedidi : l'Homme-Poisson